# Emilie Nicolas

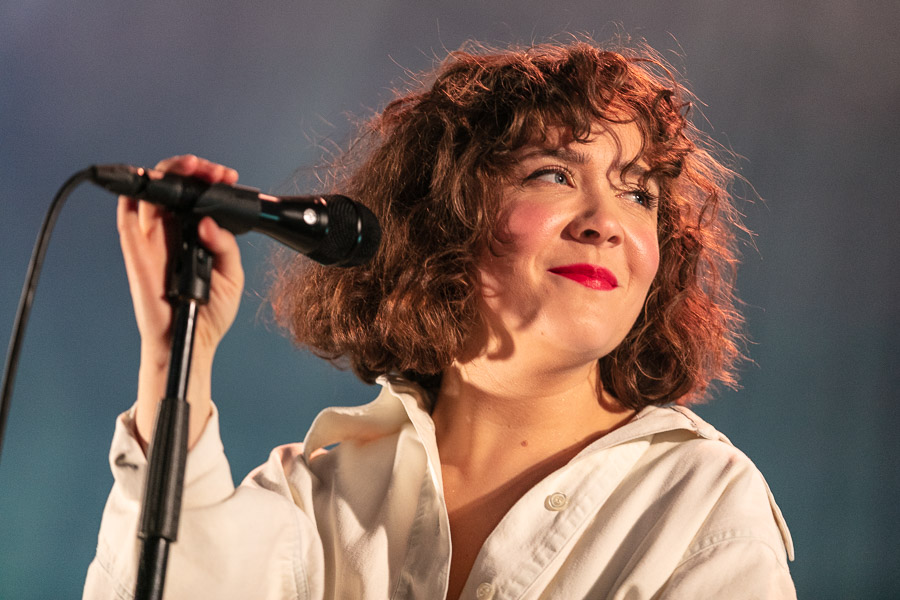
Emilie Nicolas, 2018

Emilie Nicolas Kongshavn (* 26. November 1987) ist eine norwegische Sängerin und Songwriterin, die unter dem Namen Emilie Nicolas auftritt.

## Leben und Wirken
Kongshavn stammt aus der Gemeinde Bærum. Sie schloss ein Studium im Bereich Jazz an der Technisch-Naturwissenschaftlichen Universität Norwegens ab. Im Jahr 2013 veröffentlichte sie eine Coverversion des Liedes Pstereo, das ursprünglich 1990 von der norwegischen Band DumDum Boys herausgegeben wurde. Kongshavns neue Version wurde zu einem Radiohit in Norwegen.
Im Herbst 2014 veröffentlichte Nicolas ihr Debütalbum Like I’m A Warrior, das den ersten Platz der norwegischen Albumcharts erreichte. Abgesehen von ihrer ersten Single Pstereo schrieb sie dabei alle darauf vorhandenen Lieder selbst. Es wurde von Kritikern positiv bewertet und sie konnte zwei Preise beim norwegischen Musikpreis Spellemannpris 2014 erhalten. Sie gewann in den Kategorien „Popsolist des Jahres“ und „Newcomer des Jahres“. Nach einer Norwegen- und Europatour musste sie krankheitsbedingt pausieren.
2018 gab Kongshavn ihr zweites Album Tranquille Emile heraus, welches erneut überwiegend positiv rezensiert wurde. Beim Spellemannpris 2018 erhielt sie eine Auszeichnung für das Album des Jahres und als Popkünstlerin des Jahres.
Am 13. März 2020 veröffentlichte Nicolaus die Single Who’s Gonna Love You. Am 5. Juni 2020 folgte ihr drittes Album, Let Her Breathe, welches auf Platz eins der norwegischen Charts einstieg. Das Album erhielt von den Kritikern erneut überwiegend positive Rezensionen, Marius Asp von Verdens Gang (VG) vergab fünf von sechs Punkten. Er erklärte, dass das Album besser als seine beiden Vorgänger sei. Espen Borge von Norsk rikskringkasting (NRK) vergab sechs von sechs Punkten.
Nachdem Nicolas bereits Ende 2020 mit Isah eine Duettversion des Liedes Who’s Gonna Love You bei der Musikpreisverleihung P3 Gull gesungen hatte, veröffentlichten die beiden im Januar 2021 eine Studioversion. Der Tubaspieler Daniel Herskedal holte sie 2022 als Sängerin und Texterin für sein Album Out of the Fog.

## Auszeichnungen
Spellemannprisen
- 2014: „Popsolist“ für Like I’m A Warrior
- 2014: „Newcomer des Jahres“ für Like I’m A Warrior
- 2018: „Album des Jahres“ für Tranquille Emile
- 2018: „Popkünstler“ für Tranquille Emile
- 2020: Nominierung in der Kategorie „Pop“ für Let Her Breathe
- 2022: Nominierung in der Kategorie „Alternativ-Pop und -Rock“ für Out of the Fog (mit Daniel Herskedal)

Weitere
- 2020:  Bendiksenprisen[13]

## Diskografie

### Alben
| Jahr | Titel              | Höchstplatzierung, Gesamtwochen, AuszeichnungChartsChartplatzierungen (Jahr, Titel, Platzierungen, Wochen, Auszeichnungen, Anmerkungen) | Anmerkungen |
| Jahr | Titel              | NO | Anmerkungen |
| ---- | ------------------ | --- | ----------- |
| 2014 | Like I’m a Warrior | NO1 Gold · (24 Wo.)NO |             |
| 2018 | Tranquille Emile   | NO4 Platin · (25 Wo.)NO |             |
| 2020 | Let Her Breathe    | NO1 Gold · (11 Wo.)NO |             |

### Singles
| Jahr | Titel Album          | Höchstplatzierung, Gesamtwochen, AuszeichnungChartsChartplatzierungen (Jahr, Titel, Album, Platzierungen, Wochen, Auszeichnungen, Anmerkungen) | Anmerkungen                                  |
| Jahr | Titel Album          | NO | Anmerkungen                                  |
| ---- | -------------------- | --- | -------------------------------------------- |
| 2021 | Who’s Gonna Love You | NO18 (2 Wo.)NO | Duettversion mit Isah                        |
| 2022 | Baraf/Fairuz         | NO6 (5 Wo.)NO | mit Karpe, Jonas Benyoub und Harpreet Bansal |
| 2022 | Easy                 | NO35 (1 Wo.)NO |                                              |

Weitere Singles (mit Auszeichnungen)
- 2013: Pstereo (NO: Gold)
- 2015: Grown Up (NO: Gold)
- 2018: Nobody knows (NO: Gold)